# Мономен (город, Миннесота)
Мономен (англ. Mahnomen) — город в округе Мономен, штат Миннесота, США. На площади 2,5 км² (2,5 км² — суша, водоёмов нет), согласно переписи 2002 года, проживают 1202 человека. Плотность населения составляет 483,7 чел./км².
- Телефонный код города — 218
- Почтовый индекс — 56557
- FIPS-код города — 27-39392[2]
- GNIS-идентификатор — 0647385[3]